# Sebastian Bachmann
Sebastian Bachmann (n. 24 noiembrie 1986, Bad Mergentheim, Baden-Württemberg, RFG) este un scrimer german, medaliat olimpic. A participat la o ediție a Jocurilor Olimpice (2012) în care a câștigat o medalie de bronz.

## Participări
Lista de mai jos prezintă principalele competiții la care a participat Sebastian Bachmann de-a lungul carierei.
- Floretă masculin pe echipe la Jocurile Olimpice de vară din 2012